# Riedlingsdorf
Riedlingsdorf est une commune autrichienne du district d'Oberwart dans le Burgenland.